# Theix-Noyalo
Theix-Noyalo község Franciaország Bretagne régiójában, Morbihan megyében. Új községként 2016. január 1-jén jött létre két korábbi község: Theix és Noyalo egyesítésével. Lakosainak száma 8476 fő (2022. január 1.).

## Népesség
| Lakosok száma | 7966 | 8117 | 8251 | 8386 | 8403 | 8476 |
|               | 2017 | 2018 | 2019 | 2020 | 2021 | 2022 |